# Humà lleó

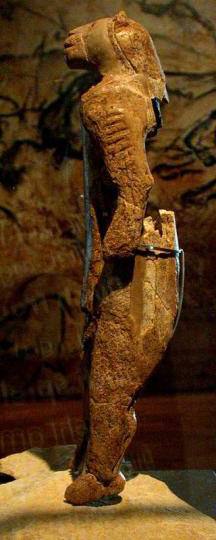
L'humà lleó

L'humà lleó (en alemany: Löwenmensch) és una escultura en ivori de mamut de 31,1 centímetres d'alçada que data del Paleolític superior (aurinyacià); és una de les escultures més antigues conegudes hui dia. El seu nom es deu al fet que representa un ésser humà amb cap de lleó.
L'estatueta es troba exposada actualment a l'Ulm Museum de la ciutat d'Ulm, a Alemanya.

## Història
L'escultura va ser descoberta al 1939 a l'actual estat alemany de Baden-Württemberg, a la cova de Hohlenstein-Stadel, per un equip arqueològic dirigit per Robert Wetzel i Otto Völzing. A causa del començament de la Segona Guerra Mundial la figura no s'estudià immediatament i va caure en oblit; fou redescoberta trenta anys després. Ute Wolf i Elisabeth Schmidt n'assemblaren els fragments i la restauraren entre 1997 i 1998, i n'avaluaren l'antiguitat en 32.000 anys. Al principi els investigadors pensaren que representava un home, però alguns dels autors de la reconstrucció pensen que potser es tracte d'una representació femenina, tot i que no hi haja cap prova contundent que recolze una o altra teoria. Té gravades sobre el braç esquerre set marques horitzontals i paral·leles.
El 2010 i 2011 unes noves excavacions a l'entrada de la cova revelaren la presència de parts de l'estàtua.

## Interpretació i descobriments semblants
La interpretació n'és molt difícil a causa de l'antiguitat; l'humà lleó té moltes semblances amb certes pintures rupestres franceses que també mostren criatures híbrides (cova de Chauvet). Aquestes, però, són alguns mil·lennis més recents.
Una escultura semblant, més petita però representant igualment un humà lleó, es trobà en una cova de la mateixa zona, juntament amb altres estatuetes d'animals i una Venus. Datades de 35.000 i 40.000 anys, aquestes figuretes pertanyen a la cultura aurinyaciana, a l'arribada de l'humà modern a Europa, al començament del Paleolític superior.
És possible que l'humà lleó haja jugat un rol important en la mitologia humana del començament del Paleolític superior.
L'humà lleó es troba exposat hui dia a l'Ulmer Museum, d'Ulm, Alemanya.

## Influència
El símbol de l'empresa automobilística Peugeot, fundada a la localitat francesa de Valentigney, a uns 300 quilòmetres de Stadel, el pren com a model.
En el llibre Cel en la ment (2014) d'Armand S. T. Newman, apareix un humà lleó anomenat Baden; l'escriptor es basà en les característiques de l'escultura per crear el personatge, per les possibles creences prehistòriques i la connexió que aquestes tindrien amb aspectes de la seua novel·la.